# فريدريك ويلهلم كريستيان شتورم
فريدريك ويلهلم كريستيان شتورم (بالإنجليزية: Friedrich Wilhelm Christian Sturm)‏ هو عالم طبيعي نيوزيلندي، ولد في 1810، وتوفي في 1896.